# Poems and Ballads. Third Series
Poems and Ballads. Third Series – tomik wierszy angielskiego poety Algernona Charlesa Swinburne’a, opublikowany w Londynie w 1889 roku przez spółkę wydawniczą Chatto & Windus. Tomik stanowi kontynuację dwóch poprzednich zbiorków Poems and Ballads z 1866 i Poems and Ballads. Second Series z 1878.

## Zawartość
Tomik zawiera kilkadziesiąt utworów. Są to dłuższe poematy March. An Ode, The Commonweal, The Armada, To a Seamew, Pan and Thalassius, A Ballad of Bath, jak też krótsze wiersze In a Garden, A Rhyme, Baby-Bird, Olive, A Word with the Wind, Neap-Tide, By the Wayside, Night, The Interpreters, The Recall, By Twilight i A Baby’s Epitaph. W tomiku znalazły się również utwory On the Death of Sir Henry Taylor, In Memory of John William Inchbold, New Year’s Day i In Time of Mourning. Oprócz tego do omawianego zbiorku Swinburne włączył sonety To Sir Richard F. Burton, Nell Gwyn i Caliban on Ariel. Poza tym opublikował w nim wiersze The Weary Wedding, The Winds, A Lyke-Wake Song, A Reivers’s Neck-Verse, The Witch-Mother, The Bride’s Tragedy, A Jacobite’s Farewell, A Jacobite’s Exile i The Tyneside Widow.

## Forma
Wiersze z omawianego tomu są zróżnicowane pod względem formalnym. Poeta stosuje różne formaty wierszowe i schematy stroficzne. Eksperymentuje między innymi z bardzo długimi wersami.
So time overcomes the regret that is born of delight as it passes in passion away,
And leaves but a dream for desire to rejoice in or mourn for with tears or thanksgivings; but thou,
Bright god that art gone from us, maddest and gladdest of months, to what goal hast thou gone from us now?
For somewhere surely the storm of thy laughter that lightens, the beat of thy wings that play,
Must flame as a fire through the world, and the heavens that we know not rejoice in thee: surely thy brow
Hath lost not its radiance of empire, thy spirit the joy that impelled it on quest as for prey.
Are thy feet on the ways of the limitless waters, thy wings on the winds of the waste north sea?
(March. An Ode)
Swinburne często wykorzystuje aliterację, czyli współbrzmienie początkowe nazywane też z niemiecka Stabreim: To burst the bonds of the winter, and speak with the sound of a sea (The Armada); Nor the winter sublimer with storm than the spring: such mirth had the madness and might in thee made,/March, master of winds, bright minstrel and marshal of storms that enkindle the season they smite (March. An Ode). Poeta i krytyk Oscar Wilde czynił mu zresztą z tego powodu zarzut w recenzji omawianego tomiku: It has been said of him, and with truth, that he is a master of language, but with still greater truth it may be said that language is his master. Words seem to dominate him. Alliteration tyrannizes over him. Mere sound often becomes his lord. He is so eloquent that whatever he touches becomes unreal. Wilde pisze, że to nie Swinburne panuje nad językiem, jak się to powszechnie sądzi, ale język panuje nad Swinburne’em, a aliteracja go tyranizuje.